# Mogrus bonneti
Mogrus bonneti là một loài nhện trong họ Salticidae.
Loài này thuộc chi Mogrus. Mogrus bonneti được Jean Victor Audouin miêu tả năm 1826.